# Colomar de Gospí
El Colomar de Gospí és un colomar del poble de Gospí, al municipi de Sant Ramon (Segarra), declarat Bé Cultural d'Interès Local.
Està situat a la falda d'una muntanya, prop del poble. Construït en pedra seca, de planta rectangular, té 7,50 metres d'alt i 6,5 d'ample i uns murs de 90 centímetres de gruix.  La documentació més antiga trobada és del segle XIX, però la forma constructiva és similar a altres colomars medievals, com el de Conesa o el de Castellbò. Es troba en un estat molt precari de conservació. Situat en una finca privada, el propietari l'ha cedit a l'ajuntament per a la seva reparació.